# Thalassarche eremita
Thalassarche eremita е вид птица от семейство Албатросови (Diomedeidae). Видът е световно застрашен, със статут Уязвим.

## Разпространение
Видът е разпространен в Американска Самоа, Австралия, Нова Зеландия, Ниуе, Острови Кук, Перу, Уолис и Футуна, Френска Полинезия и Чили.